# VicRoads
VicRoads oder auch Roads Corporation of Victoria ist die Straßen- und Verkehrsbehörde des australischen Bundesstaats Victoria. Sie ist eine Körperschaft des öffentlichen Rechts und verantwortlich für die Instandhaltung und den Ausbau des landesweiten Straßennetzes, ebenso für die Führerscheinvergabe und die Fahrzeugzulassung. VicRoads ist des Weiteren zuständig für die Sicherheit der Straßen und die Regulierung der Abschleppunternehmen in Victoria.
VicRoads verwaltet insgesamt 22.000 Kilometer Straßen, 3.300 Brücken und ist für 3,7 Millionen Führerscheine und 4,9 Millionen Fahrzeuge zuständig.
Das Hauptverwaltungsgebäude befindet sich in Kew, einem Stadtteil von Melbourne, weitere Büros finden sich in Burwood, Sunshine und Camberwell. Regionale Geschäftsstellen sind unter anderem in Geelong, Traralgon, Benalla, Bendigo und Ballarat.

## Geschichte
Die erste „Straße“ in Victoria wurde vor zweihundert Jahren 1801, von europäischen Siedlern auf Phillip Island gebaut. Bis 1851, mit der Selbständigkeit von Victoria, oblag die Verwaltung New South Wales. Der Goldrausch und die damit verbunden heftige Zunahme des Verkehrs, führte 1853 zu einem ersten Gesetz, das zum Ziel hatte die Straßen zu verbessern und auszubauen. Von 1857 bis 1913 war die Verantwortung für den Straßenverkehr beim Board of Land and Works, dessen Priorität allerdings eher beim Ausbau des Schienennetzes lag. Durch das Fehlen einer zentralen Koordinierungsstelle entstand so ein Fleckenteppich von verschiedenen Straßensystemen die meist von lokalen Behörden gebaut und unterhalten wurden. Mit der Motorisierung der Fahrzeuge und dem dadurch wachsenden Verkehrsaufkommen, wurde 1913 wieder eine eigenständige Behörde, das Country Roads Board (CRB) ins Leben gerufen. Sie führte eine Klassifizierung der Straßen durch und initiierte und finanzierte daraufhin Straßen für überregionale Verbindungen, die sogenannten State Highways im Jahr 1924. 1974 wurde das bis dahin selbständige Melbourne Metropolitan Board of Works, die Straßenbaubehörde Melbournes, dem CRB angegliedert.
Mit der Umbenennung 1983 des CRB in Road Traffic Authority (RCA) und der Verschmelzung mit der Road Traffic Authority (RTA), zuständig für die Regulierung des Verkehrs und die Vergabe von Führerscheinen, im Jahr 1989 und der daraus resultierenden Roads Corporation entstand die Behörde die heute besser unter dem Namen VicRoads bekannt ist.